# Стюард, Джулиан
Джулиа́н Хайнс Стю́ард (Стьюард) (англ. Julian Haynes Steward; 31 января 1902 — 6 февраля 1972) — американский антрополог, наиболее известен своей ролью в разработке теории культурных изменений, культурной экологии и социальной эволюции (неоэволюционизма).
Член Национальной академии наук США (1954).

## Молодость и образование
Стюард родился в Вашингтоне, где он жил на улице Монро и позже — на улице Макомб в Кливленд Парке. Отец занимал пост в Патентном ведомстве США. Родители развелись на почве религиозных расхождений, когда он был еще ребенком.
В возрасте 16 лет Стюард оставил несчастливое детство в Вашингтоне для учебы в школе-интернате в Оуэнс-Вэлли, Калифорния, на краю Большого бассейна. В новосозданной подготовительной школе Дип Спрингс (которая позже стала называться Дип Спрингс колледж), высоко в юго-восточной Сьерра-Неваде Стюард и увлекся антропологией.
Будучи студентом, Стюард проучился год в Беркли у Альфреда Кребера и Роберта Лоуи, после чего он был переведен в Корнеллский университет, который окончил в 1925 году со степенью бакалавра зоологии. Хотя в Корнелле, как и в большинстве университетов того времени, не было отделения антропологии, её президент Ливингстон Ферран ранее занимал пост профессора антропологии в Колумбийском университете. Фарран посоветовал Стюарду продолжать изучать антропологию в Беркли. Диссертация Стюарда о «церемониальной клоунаде американских индейцев» была принята в 1929 году.

## Карьера
Стюард создал отдел антропологии в Мичиганском университете, где преподавал до 1930 года. Отдел позже получил известность в связи с назначением его руководителем Лесли Уайта, с чьей моделью «универсальной» культурной эволюции Стюард не был согласен. В 1930 году Стюард перешел в Университет штата Юта, который обратился к Стюарду из-за его близости к Сьерра-Неваде, и предстоящих археологических полевых исследований в Калифорнии, Неваде, Айдахо и Орегоне.
Научные интересы Стюарда сосредоточены на динамическом взаимодействии человека, окружающей среды, технологий, социальной структуре и организации труда — подход, который Кребер рассматривал как «эксцентричный», оригинальный и инновационный. (EthnoAdmin 2003 г.) В 1931 году Стюард, стесненный в средствах, начал полевые работы по индейцам шошонам Большого Бассейна под эгидой Кребера, а в 1935 году он получил назначение в Смитсоновский институт американской этнографии (BAE), который опубликовал некоторые из его наиболее влиятельных работ.
С 1935 по 1946 Стюард работал в Бюро по делам индейцев в одной из руководящих позиций. Бюро проводило реформу, ставшую известной как «Новый курс для американских индейцев». Стюард участвовал в различных политических и финансовых делах, что сделало его довольно влиятельным. Он занял также позицию в Смитсоновском институте, где основал Институт социальной антропологии в 1943 году. Еще он работал в комитете по реорганизации Американской антропологической ассоциации и сыграл роль в создании Национального научного фонда. Он активно участвовал в археологических экспедициях, успешно лоббировал Конгресс для создания Комитета по восстановлению археологических памятников (начало того, что известно сегодня как «сохраняющая археология»). Вместе с Уэнделлом Венделлом он создал проект Долины Виру — амбициозной программой исследований в Перу.
Наиболее продуктивные теоретически годы Стюарда были 1946—1953, когда он преподавал в Колумбийском университете. В это время в Колумбии наблюдался приток ветеранов Второй мировой войны, которые получали образование благодаря специальной программе правительства. Стюард быстро собрал кружок студентов, которые продолжают иметь огромное влияние в истории антропологии, в том числе Сидни Минц, Эрик Вульф, Рой Раппапорт, Роберт Ф. Мерфи. Многие из этих студентов приняли участие в Пуэрто-Рико-проекте, еще одном крупномасштабном исследовании, сосредоточеном на модернизации Пуэрто-Рико.
Стюард покинул Колумбию ради Иллинойсского университета в Урбана-Шампейн, где он возглавлял отдел антропологии и продолжал преподавать вплоть до своей отставки в 1968 году. Там он предпринял еще одно масштабное исследование: сравнительный анализ модернизации в одиннадцати государствах третьего мира. Результаты этого исследования были опубликованы в трех томах, озаглавленных «Современные изменения в традиционных обществах». Стюард умер в 1972 году.

## Работа и влияния
В дополнение к его роли учителя и администратора, Стюарда больше всего помнят за метод и теорию культурной экологии. Культурная экология — это учение о человеческой адаптации к социальному и физическому окружению.
В течение первых трех десятилетий XX века, американские антропологи с подозрением относились к обобщениям и часто не желали делать более широкие выводы из детальных, подробных монографий, которые сами писали. Заслугой Стюарда является уход антропологии от этого партикуляристского подхода и превращение её в более номотетическое социально-научное направление. Его теория «полилинейной» культурной эволюции рассматривала, каким образом общество приспосабливается к окружающей среде. Этот подход имел больше нюансов, чем теория «универсальной эволюции» Лесли Уайта, находившаяся под влиянием таких мыслителей, как Льюис Генри Морган.
Интерес Стюарда в эволюции общества привел его к исследованию процессов модернизации. Он был одним из первых антропологов, изучавшим, каким образом связаны друг с другом общество на национальном и местном уровнях. Он поставил под сомнение возможность создания социальной теории, которая охватила бы всю эволюцию человечества, однако, он также утверждал, что антропологи не должны ограничиваться описанием конкретных, существующих культур. Стюард считал, что можно создать теорию анализа типичной, общей культуры, уточняя её для конкретной эпохи или региона. Как на решающие факторы, определяющие развитие той или иной культуры, он указывал на технологии и экономику, отметив в качестве вторичных факторов политические системы, идеологии и религии. Эти факторы толкают эволюцию данного общества в нескольких направлениях одновременно.
Будучи прежде всего ученым, Стюард занимался сначала изучением экосистем и физической среды, но вскоре заинтересовался тем, как эта среда может повлиять на культуру. Именно в годы преподавания в Колумбии, продолжавшиеся до 1952 года, он написал работы, содержавшие, возможно, его наиболее важные теоретические достижения: "Cultural Causality and Law: A Trial Formulation of the Development of Early Civilizations (1949b), «Area Research: Theory and Practice» (1950), «Levels of Sociocultural Integration» (1951), "Evolution and Process (1953a), and «The Cultural Study of Contemporary Societies: Puerto Rico» (Steward and Manners 1953). Клеммер пишет: "В целом, публикации, выпущенные между 1949 и 1953 представляют почти весь широкий спектр интересов Стюарда: от культурной эволюции, предыстории и археологии к поиску причин культуры и её «законов», изучение современных обществ, а также взаимосвязь систем местных культур с национальными. «Мы ясно видим, что разнообразие Стюарда в выборе тем, обширные и всеобъемлющие полевые работы и глубокий ум исследователя сливаются в образ блестящего антрополога».

## Публикации
Автор
- The Clown in Native North America. Dissertation 1929 u. Taylor & Francis 1991.
- The Ceremonial Buffoon of the American Indian. Michigan Academy of Science. Art and Letters Nr. 14, 1930, S. 187—207.
- Petroglyphs of California and Adjoining States. In: University of California Publications in American Archaeology and Ethnology, Bd. 24, Nr. 2. Berkeley 1929, S. 47-238.
- Ecological Aspects of Southwest Society, in: Anthropos, Bd. 32, Heft 1/2, 1937, S. 87-104.
- Ethnography of the Owens Valley Paiute. In: University of California Publications in American Archaeology and Ethnology, Bd. 33, Nr. 3. Berkeley 1934.
- Native Cultures of the Intermontane (Great Basin) Area. In: Essays in Historical Anthropology of North America, Smithsonian Miscellaneous Collection, C., Washington, D.C., 1938, S. 479—498.
- Basin-Plateau Aboriginal Sociopolitical Groups. Smithsonian Institution, Bureau of American Ethnology Bulletin, Nr. 120, Washington, D.C., 1938.
- Theory of Culture Change. The Methodology of Multilinear Evolution. University of Illinois Press, Urbana 1955.
- Native Peoples of South America. Gemeinsam mit Louis C. Faron. McGraw-Hill, 1959.
- Alfred Kroeber. Columbia University Press, New York 1973.

Издатель
- Handbook of South American Indians. 6 Bände u. 1 Bd. Index (1963). Smithsonian Institution, Bureau of American Ethnology Bulletin, Nr. 142, Washington, D.C., 1946ff. u. Cooper Square Publishers, New York 1963.
- Julian Steward mit Robert A. Manners, Eric R. Wolf, Elena Padilla Seda, Sidney W. Mintz und Raymond L. Scheele: The People of Puerto Rico, University of Illinois Press, Urbana, 1956 u. 1972.
- Contemporary Change in Traditional Societies. 3 Bände. University of Illinois Press, Urbana 1967.